# Nikolay Trusov
Pour les articles homonymes, voir Troussov.
Nikolay Trusov (en russe : Николай Васильевич Трусов ; Nikolaï Vassilievitch Troussov), né le 2 juillet 1985 à Léningrad, est un coureur cycliste russe.

## Biographie

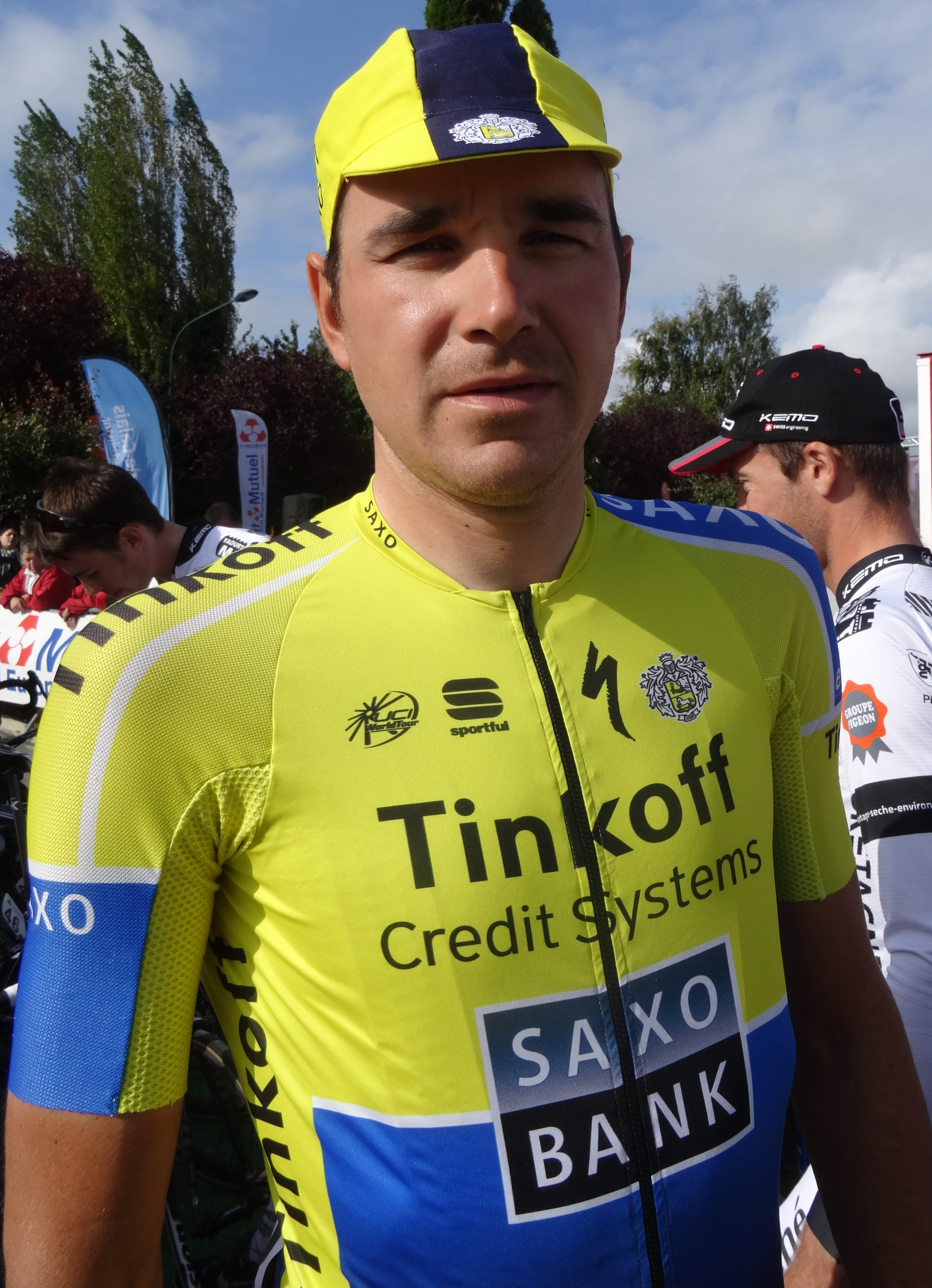
Nikolay Trusov lors du Grand Prix d'Isbergues 2014.

Champion du monde et d'Europe junior de plusieurs disciplines de la piste, Nikolay Trusov commence sa carrière professionnelle en 2004 avec l'équipe Lokomotiv. Il suit l'encadrement de cette équipe sous sa nouvelle appellation Tinkoff Restaurants et remporte sept victoires en 2006.
Le contrat le liant à Tinkoff-Saxo est prolongé en août 2015.

## Palmarès sur route

### Par années
- 2002
  - 2e et 4e étapes de la Vuelta al Besaya
  - 2e de la Vuelta al Besaya
- 2005
  - Clásica Internacional Txuma
- 2006
  - 5e étape du Tour de Lleida
  - Prologue, 1re, 2e, 3e et 5e étapes des Cinq anneaux de Moscou
  - 1re étape du Cinturón a Mallorca (contre-la-montre)
- 2007
  - 2e étape du Tour de Grande-Bretagne
  - 2e de l'Eindhoven Team Time Trial (contre-la-montre par équipes)
- 2008
  - 3e du Ster Elektrotoer
- 2009
  - 4e étape du Tour de Catalogne
  - Duo normand (avec Artem Ovechkin)
- 2015
  - 2e du Championnat des Flandres
- 2016
  - 5e étape du Tour de Croatie (contre-la-montre par équipes)

### Résultats sur les grands tours

#### Tour de France
1 participation
- 2009 : 122e

#### Tour d'Italie
2 participations
- 2007 : 133e
- 2008 : 114e

#### Tour d'Espagne
1 participation
- 2008 : non-partant (7e étape)

### Classements mondiaux
| Année                  | 2007 | 2008 | 2009 | 2010 | 2011 | 2012 | 2013 | 2014 | 2015 |
| ---------------------- | ---- | ---- | ---- | ---- | ---- | ---- | ---- | ---- | ---- |
| Calendrier mondial UCI |      |      | 195e | nc   |      |      |      |      |      |
| UCI World Tour         |      |      |      |      | nc   |      |      | nc   | nc   |
| UCI Asia Tour          | 81e  | 249e |      |      |      |      |      |      |      |
| UCI Europe Tour        | 173e | 288e |      |      |      | 183e | 816e |      |      |

## Palmarès sur piste

### Championnats du monde juniors
- 2003
  -  Champion du monde de l'américaine juniors (avec Mikhail Ignatiev)
  -  Champion du monde de poursuite par équipe juniors (avec Mikhail Ignatiev, Kirill Demura et Anton Mindlin)

### Coupe du monde
- 2004-2005
  - 3e de l'américaine à Los Angeles
- 2005-2006
  - 1er de la poursuite par équipes à Los Angeles (avec Sergei Klimov, Ivan Rovny et Alexander Serov)
  - 1er de l'américaine à Moscou (avec Mikhail Ignatiev)
  - 2e de l'américaine à Manchester
  - 2e de la poursuite par équipes à Moscou
  - 3e de l'américaine à Los Angeles
- 2006-2007
  - 1er de la poursuite par équipes à Sydney (avec Ivan Rovny, Alexander Serov et Mikhail Ignatiev)
  - 1er de l'américaine à Sydney (avec Mikhail Ignatiev)
  - 2e de la poursuite par équipes à Moscou
  - 2e de la poursuite par équipes à Manchester
  - 3e de l'américaine à Manchester

### Championnats d'Europe
Juniors et Espoirs
- Büttgen 2002
  -  Championnat d'Europe de poursuite individuelle juniors
  -  Médaillé de bronze de la poursuite par équipes juniors
- Moscou 2003
  -  Champion d'Europe de poursuite par équipes juniors (avec Mikhail Ignatiev, Vladimir Isaichev et Anton Mindlin)
  -  Médaillé de bronze du scratch juniors
- Athènes 2006
  -  Médaillé d'argent de l'américaine espoirs
  -  Médaillé de bronze de la poursuite individuelle espoirs
- Cottbus 2007
  -  Médaillé d'argent de la poursuite par équipes espoirs
  -  Médaillé de bronze de la course aux points espoirs

Élites
- 2007
  -  Médaillé d'argent de l'américaine